# No Eager Men
No Eager Men è il primo singolo della punk rock band statunitense $wingin' Utter$ pubblicato nel 1993.

## Formati

### 7"
1. No Eager Men
2. Here We Are Nowhere
3. Petty Wage
4. Hello Charlatan

## Formazione
- Johnny Bonnel - voce
- Max Huber - chitarra
- Greg McEntee - batteria
- Kevin Wickersham - basso
- Darius Koski - chitarra, voce